# Ḩadīqat al Azhar
Ḩadīqat al Azhar (arabiska: حديقة الأزهر) är en park i Egyptens huvudstad Kairo,  belägen 62 meter över havet.